# Fritz Schmidt (Politiker, 1899)

Fritz Schmidt

Fritz Schmidt (* 4. März 1899 in Warburg; † 2. Juli 1942 bei Chersones) war ein deutscher Politiker (NSDAP).

## Leben
Nach dem Besuch der Bürgerschule in (Kassel-)Harleshausen (1905–1913) absolvierte Schmidt von Ostern 1913 bis zum September 1914 eine Schlosserlehre, die er nach dem Ausbruch des Ersten Weltkriegs abbrach. Ab 11. September 1914 nahm er als Freiwilliger im 1. Ober-Elsässischen Infanterie-Regiment Nr. 167 am Ersten Weltkrieg teil. Nach seiner Entlassung aus dem Heer am 12. März 1919 beendete er seine Lehre, um anschließend bis zum Januar als Automonteur und Kraftfahrzeugführer zu arbeiten. Danach war er noch bis ins Jahr 1933 als Schlosser in der Zeche Steinberg am Kleinen Steinberg bei Hann. Münden tätig.
1925 überlebte er das Veltheimer Fährunglück, bei dem es 81 Tote gab. 1928 trat Schmidt in die NSDAP (Mitgliedsnummer 100.985) und in ihre Kampfformation, die Sturmabteilung (SA) ein. 1930 wurde er zum SA-Sturmführer befördert und 1932 zum Sportlehrer und Leiter einer Führervorschule der SA ernannt. Im Juli 1932 zog Schmidt als Abgeordneter der NSDAP in den Reichstag ein, in dem er den Wahlkreis 19 (Hessen-Nassau) vertrat, und dem er ohne Unterbrechung bis zu seinem Tod im Jahr 1942 angehörte. Schmidts Mandat wurde nach seinem Tod bis 1945 von Heinrich Reinhardt weitergeführt.
Im Juli 1933 wurde Schmidt zum persönlichen Adjutanten des Gruppenführers und Oberpräsidenten der Provinz Hessen-Nassau, dem Prinzen Philipp von Hessen, ernannt. Ab 7. November desselben Jahres folgte seiner Ernennung zum Führer der SA-Standarte 83. Eineinhalb Jahre später, am 5. Mai 1935, wurde er mit der Führung der SA-Brigade 46 Fulda betraut, und am 15. November 1936 erfolgte seine Berufung zum Führer der SA-Brigade 47 Kassel. Am 30. Januar 1938 erhielt Schmidt das Goldene Ehrenzeichen der NSDAP verliehen.
Schmidt starb 1942, während des Zweiten Weltkrieges, als Soldat in Chersones auf der Krim.